# بهاء الدين أكرمي الندوي
بهاء الدين أكرمي الندوي (ت. 1411 هـ / 1990 م) هو صحفي وعالم مسلم، من أهل الهند.
تعلم في ندوة العلماء و كان من زملاء الدراسة مع أبي الحسن الندوي. أخذ عن سليمان الندوي الذي أوصاه بالكتابة عن تاريخ المسلمين في جنوب الهند.
أصدر بهاء الدين مجلة شهرية باسم «النوائط». من آثاره «العرب وديار الهند».